# Kustvereniging

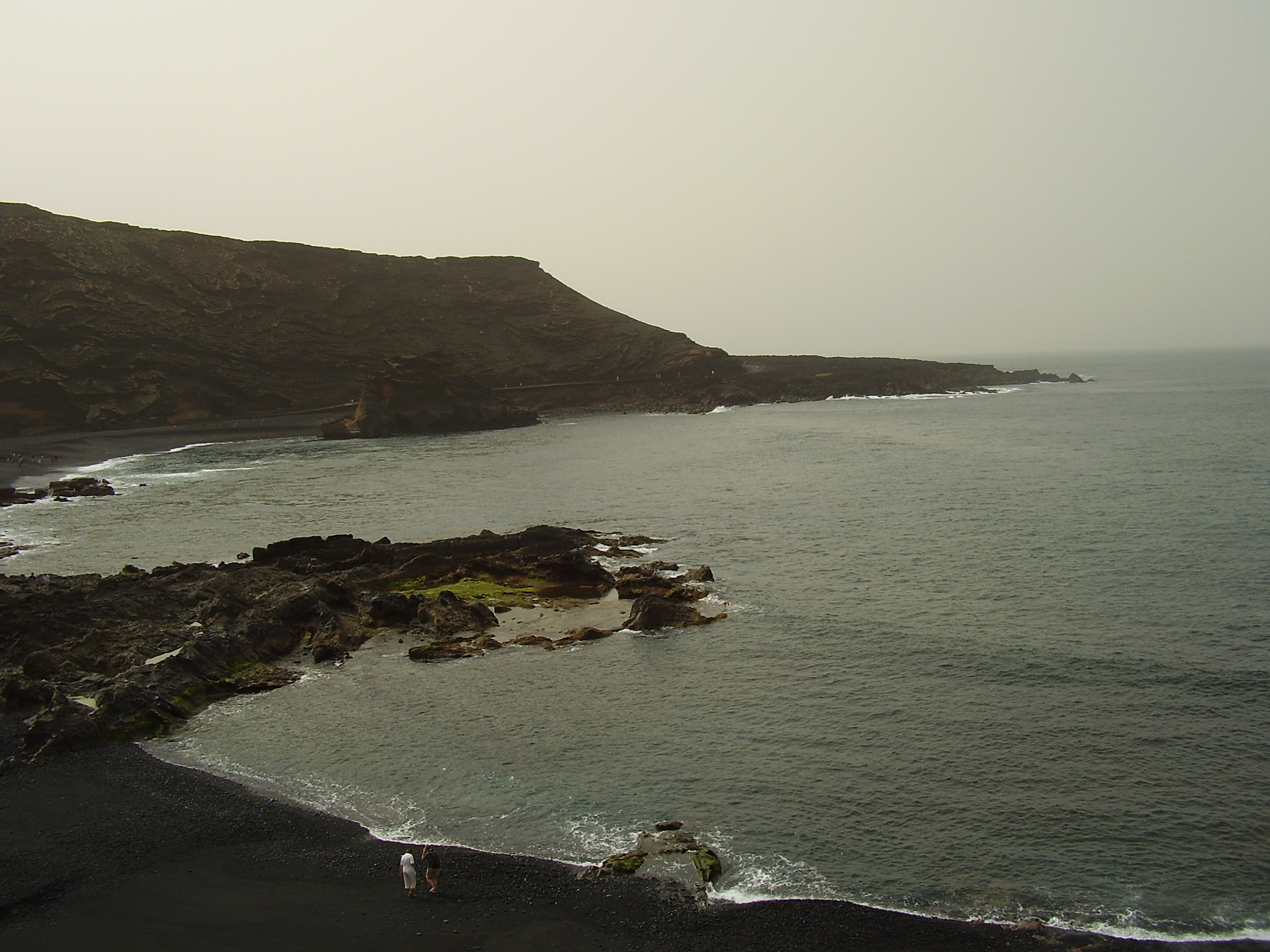
De kust van Lanzarotte

De Kustvereniging, op Europees niveau bekend als EUCC - The Coastal Union, is een internationale NGO die zich inzet voor een milieuvriendelijke omgang met kustgebieden in heel Europa.

## Algemeen
De Kustvereniging is in 1989 gevormd vanuit de Nederlandse stichting Duinbehoud met als doel om door heel Europa te werken aan een milieubewuste en ecologisch verantwoorde duurzame omgang met de Europese kustgebieden. Plannen voor vergaande samenwerking met de oude moederorganisatie Duinbehoud mondden begin 2009 uit in een gezamenlijke vereniging Kust & Zee, waarbij Stichting Duinbehoud wel in afgeslankte vorm wordt voortgezet.
Internationaal staat de Kustvereniging/Vereniging Kust & Zee bekend als EUCC – The Coastal & Marine Union. Het internationale hoofdkwartier is gevestigd in Leiden, daarnaast zijn er vestigingen voor het Middellandse Zeegebied in Barcelona en voor het Oostzeegebied in Klajpeda in Litouwen. In 2007 ontplooide de organisatie activiteiten in 12 landen met meer dan 3000 leden en medewerkers, vrijwel allemaal professionals in kustbeheer, kustveiligheid, kusttoerisme, en natuur- en waterbeheer.
Voorzitter Internationaal is sinds 2008 de Belgische politicus Johan Vande Lanotte, Voorzitter Nederland oud-Commissaris van de Koningin in Zeeland Wim van Gelder. Algemeen Directeur is Albert Salman. Naast ledenbijdragen ontvangt de Kustvereniging subsidies van de Europese Unie en van het Nederlandse ministerie van Landbouw, Natuur en Voedselkwaliteit.

## Activiteiten
De Kustvereniging heeft verschillende projecten lopen en brengt een aantal publicaties uit. 
Er zijn de elektronische nieuwsbrieven Kust & Zee Nieuws in het Nederlands en de Engelstalige Coastal & Marine News en Coastline. Daarnaast wordt jaarlijks het tijdschrift Kust & Zee Gids uitgebracht en de aparte website Kustgids is een van de meer bezochte toeristische websites van Nederland geworden. 
De Kustvereniging neemt ook deel in het Europese NatureNet programma en in CoPraNet. De totstandkoming van het Odra Delta Nature Park in Polen in 2005 was een belangrijke mijlpaal in de internationale activiteiten. De Kustvereniging levert een grote bijdrage aan de organisatie van de jaarlijkse Week van de Zee in Nederland en deed dit ook bij de in 2005 en 2006 gehouden debatten over de toekomst van het Grevelingenmeer in de provincie Zeeland. Ook zet de Kustvereniging zich in het Aalcomité in voor de toekomst van trekvissen in het algemeen en de paling in het bijzonder.

## QualityCoast
Jarenlange samenwerking met kustregio's en kustplaatsen in 12 landen heeft geleid tot de instelling in een internationale Award voor verantwoord kustbeheer; deze QualityCoast Award kan worden uitgereikt aan kustgemeenten die zich bijzonder inspannen voor natuur, milieu en veiligheid en voor een mens- en milieuvriendelijk toerisme. De Kustvereniging blijft in samenwerking met verschillende internationale partners bijdragen aan de verdere ontwikkeling van het QualityCoast programma in het kader van een geïntegreerde en duurzame ontwikkeling van kustregio's.

## Dolphin Fund
In 2007 nam de Kustvereniging in het kader van het door de Verenigde Naties uitgeroepen internationale Jaar van de Dolfijn het initiatief tot het oprichten van het Dolphin Fund, waarvan de activiteiten gericht op het bevorderen van het welzijn van dolfijnen en zeezoogdieren in het algemeen permanent worden voortgezet. In oktober 2007 werd bijvoorbeeld het Dolphin Day Dinner in Noordwijk gehouden, dat werd geopend door Prinses Irene van Lippe-Biesterfeld en bijgewoond door verschillende bekende Nederlanders en dat samen met een tegelijk gehouden veiling ten bate van het Dolphin Fund honderdduizend euro opbracht. Eind 2007 had het fonds als geheel 250.000 euro binnengekregen.